# Zupa błyskawiczna
Zupa błyskawiczna, także zupa instant; potocznie zupka chińska – produkt spożywczy typu instant, występujący w postaci zupy z makaronem błyskawicznym, nadający się do konsumpcji w kilka minut po zalaniu gorącą wodą i wymieszaniu w naczyniu.

## Historia
Twórcą zupy błyskawicznej był Japończyk Momofuku Andō (1910–2007), który chciał stworzyć produkt łatwo dostępny i pozwalający zwalczyć niedobór żywności. Pierwowzorem był japoński ramen. Wynalazek pojawił się na rynku w 1958 roku – była to zupa ramen z kurczaka w opakowaniu do zalania wrzątkiem. Wcześniej Andō opracował technologię odwodnienia smażonego makaronu. W latach 70. XX wieku opracował kubek do zalewania wrzątkiem. W Rosji zupy instant stały się bardzo popularne w pociągach dalekobieżnych.

## Składniki
Zupy błyskawiczne zwykle składają się z makaronu i jednej lub więcej torebek z przyprawami i tłuszczami, które nadają zupie smak. Produkty te zazwyczaj zawierają duże ilości soli oraz glutaminian sodu stosowany jako wzmacniacz smaku i zapachu, czasem dodatkowo inne substancje o podobnym działaniu.
Zupki chińskie występują w wielu wariantach smakowych (m.in. kurczaka, wołowiny, krewetek, krabowym, curry). Polscy producenci oferują swoim konsumentom także opcje nawiązujące do tradycyjnych polskich zup. Firma Amino nazywa takie produkty „tradycyjnym polskim smakiem”.
Danie to wymaga niewielkiego nakładu pracy potrzebnego do przygotowania ciepłego posiłku, choć niezbilansowanego pod względem zawartości witamin i minerałów.

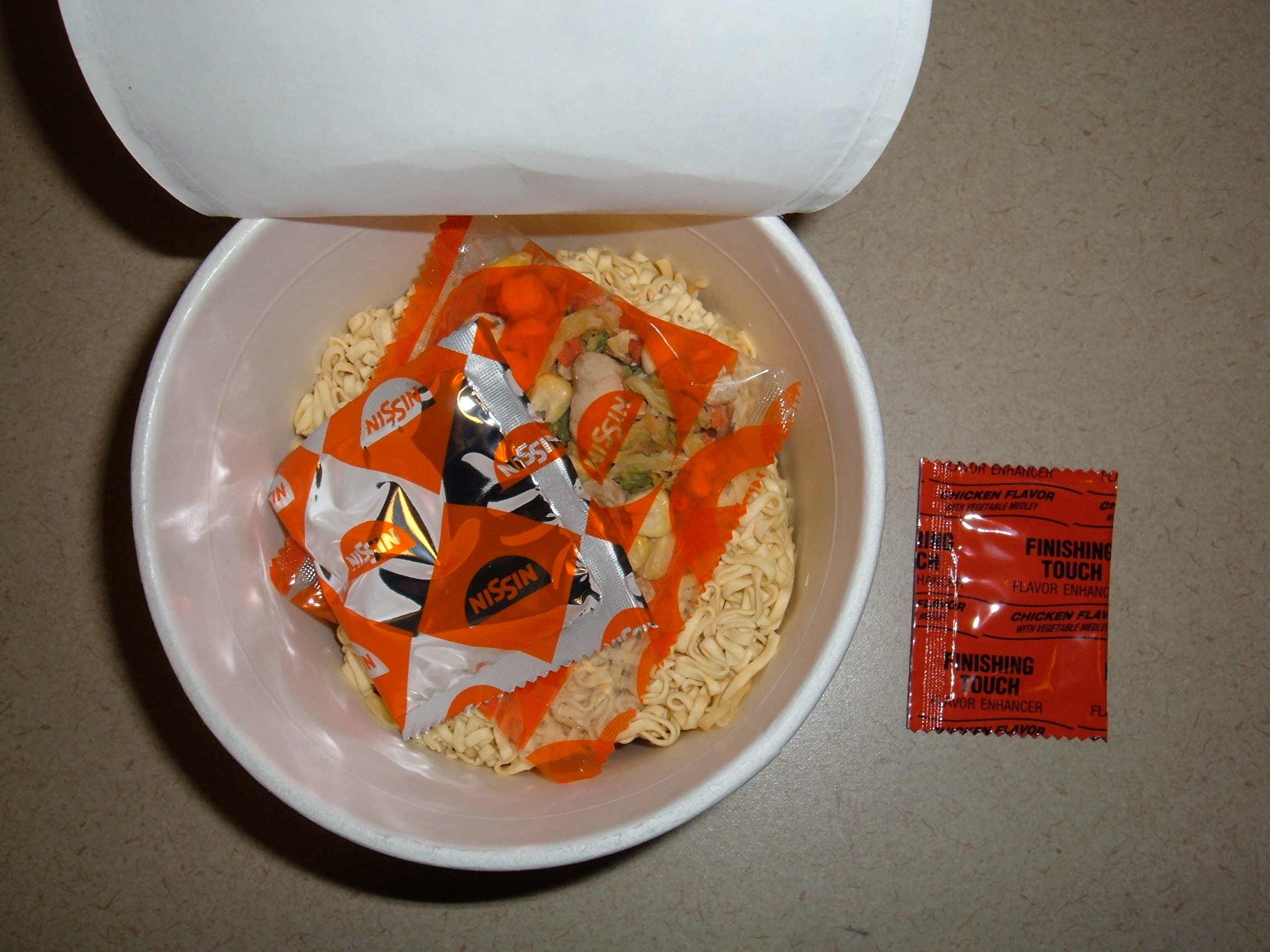
Zawartość opakowania zupy instant
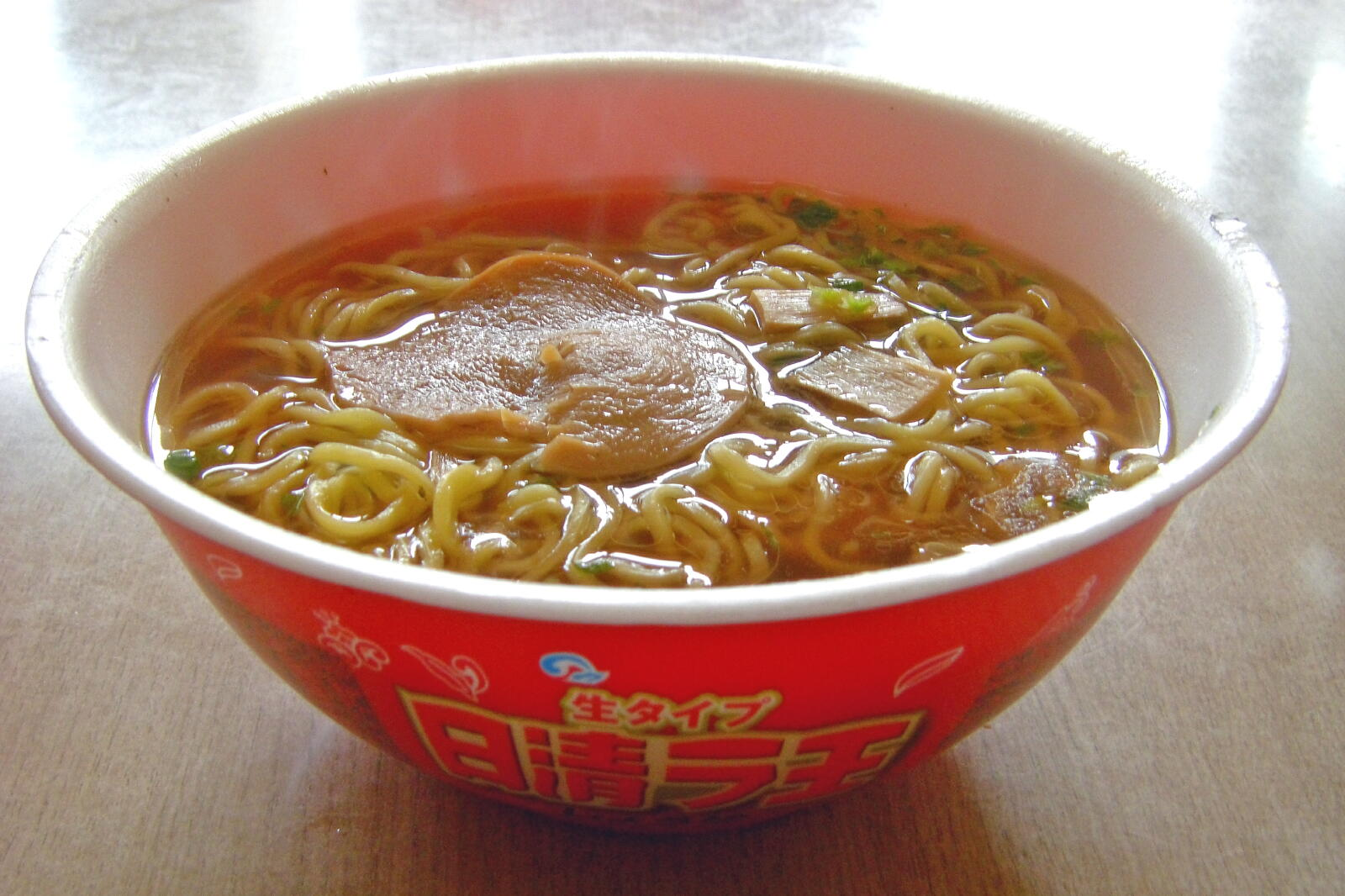
Gotowa zupka chińska

## Nazewnictwo
Polskie określenie zupka chińska sugeruje chińskie pochodzenie tego typu produktów, tymczasem zostały wynalezione w Japonii, a do Polski przywożone są głównie z Wietnamu. Na szeroką skalę na polski rynek wprowadził je w latach 90. XX wieku wietnamski przedsiębiorca Tao Ngoc Tu – założyciel firmy Tan-Viet, będącej właścicielem marek Vifon i Tao-Tao.